# Parafia Wniebowzięcia Najświętszej Maryi Panny w Białogórze
Parafia Wniebowzięcia Najświętszej Maryi Panny w Białogórze – parafia rzymskokatolicka, znajdująca się w diecezji pelplińskiej, w dekanacie Gniewino.